# Георги Близнаков
Георги Мануилов Близнаков е бележит български химик, академик, ректор на Софийския университет в периода 1981 – 1986 г.
Неговата работа е била насочена в областта на кристалите, абсорбацията и катализата, неорганичния синтез и проблемите, свързани с опазването на околната среда.

## Биография
Роден в гр. Берковица на 14 ноември 1920 г. Завършва химия в Софийския университет през 1943 г.
Георги Близнаков основава и е директор на Института по обща и неорганична химия при БАН. Той е член-кореспондент от 1967, а от 1979 - академик на БАН. За известно време е главен научен секретар и заместник-председател на БАН. В периода 1981-1985 г. е ректор на Софийския университет.

## Отличия
Член на Академията на науките на СССР, Чехословашката академия на науките и Мексиканската инженерна академия.
Почетен доктор е на Токийския университет „Сока“ и почетен професор на университета „Сан Маркос“ в Лима, Перу.